# Canomals
Canomals va ser un llogaret medieval, desaparegut com a tal ja a l'edat mitjana. En l'actualitat en conserva el record la masia de Sant Salvador de Canomals, al terme de la comuna rossellonesa de Bonpàs (Catalunya del Nord), a l'est del nucli principal del municipi.

## Etimologia
Segons una hipòtesi de principi del segle xx poc fonamentada filològicament, el nom de Canomals és una transformació del Canibus Malis amb què se l'anomenava el 1193, fent referència a Malo Passu (Mal pas o gual perillós), el nom que tenia Bompàs aleshores. Joan Coromines explica, en canvi, que Canomals o Canemals -la forma antiga, també documentada- és un derivat del mot català medieval i actual cànem. Indica així, doncs, plantacions de cànem, com la població vallesana de Canyamars i altres topònims coincidents. Res a veure amb els canibus abans esmentats, per tant.

## Història
El lloc de Canomals és esmentat per primera vegada el 981 a un document del rei Lotari I a favor del monestir de Sant Genís de Fontanes. Tingué diverses formes: villa Canesmalos (s.d.), villa Canamals el 1031, Caramals entre 1139 i 1162, villae de Canomals el 1161 (esmentat a la Histoire critique du pouvoir municipal de Leber, Canibus Malis el 1193. El poblet se situava en el recorregut de la via Domícia, la gran via de comunicació romana del Rosselló. Aquesta via procedeix, des del sud, de Castell Rosselló, i és la via que donà nom al poble veí, ja que la dificultat del pas a gual produí el topònim Mal pas.
Canomals es caracteritzà per la presència de la cellera de l'església, envoltada d'un fossat, citada el 1203: al març del 1202, el bisbe d'Elna Guillem d'Hortafà havia donat l'església de Sant Salvador, juntament amb els seus delmes i primícies, al monestir de Fontfreda i al seu abat, Bernard, i el traspàs es feia constar a l'any següent amb la fórmula el conjunt de propietats continguts a la "cellaria veterem" de Canomals.El poble havia desaparegut el 1255, quan els monjos cistercencs demanaren al rei permís per construir-hi una nova població, que no s'arribà a fer. El topònim és esmentat … en el terme de Sant Salvador de Canomals… el 1338 en un document de venda d'unes peces de terra (pergamí 307) conservat a la Biblioteca de Catalunya).

## Vestigis arqueològics
Diversos vestigis arqueològics han estat trobats en els entorns de l'actual Mas Sant Salvador, que palesen l'existència d'un nucli poblat. Diversos arrencament de murs a poca distància de la superfície actual hi han estat localitzats, alguns en part reaprofitats com a fonaments del mas actual i les seves dependències. A part d'això, en un possible braç antic de la Tet han estat localitzats nombrosos materials de rebuig, amb ceràmica de diferents menes, inclosa la sigil·lata del sud de la Gàl·lia. Això evidencia una ocupació constant del llocs des de l'Alt i el Baix Imperis romans, fins a ceràmiques medievals bastant tardanes.
A l'oest del Mas Sant Salvador, a uns 3 metres de fondària, van ser trobats uns grans blocs de pedra que podrien correspondre a l'assentament dels pilars d'un antic pont.

## L'Església
L'església de Sant Salvador de Canomals va ser consagrada el 1143. Al començament del segle xx, Montsalvatje parlava de l'aleshores capilla arruinada de Sant Salvador.